# Limnophila tonnoiri
Limnophila tonnoiri är en tvåvingeart som beskrevs av Alexander 1926. Limnophila tonnoiri ingår i släktet Limnophila och familjen småharkrankar. Inga underarter finns listade i Catalogue of Life.